# June Croft
June Croft (n. 17 iunie 1963, Ashton-in-Makerfield, Anglia, Regatul Unit) este o înotătoare ce a reprezentat Regatul Unit al Marii Britanii și al Irlandei de Nord, medaliată olimpică. A participat la 3 ediții ale Jocurilor Olimpice (1980, 1984, 1988) în care a câștigat două medalii de argint și două medalii de bronz.